# Liste der Kulturdenkmäler in Gießen
Die folgende Liste enthält die in der Denkmaltopographie ausgewiesenen Kulturdenkmäler auf dem Gebiet  der  Stadt Gießen, Landkreis Gießen, Hessen.
Hinweis: Die Reihenfolge der Denkmäler in dieser Liste orientiert sich zunächst an Stadtteilen und anschließend der Anschrift, alternativ ist sie auch nach der Bezeichnung, der vom Landesamt für Denkmalpflege vergebenen Nummer oder der Bauzeit sortierbar.
Kulturdenkmäler werden fortlaufend im Denkmalverzeichnis des Landes Hessen durch das Landesamt für Denkmalpflege Hessen auf Basis des Hessischen Denkmalschutzgesetzes (HDSchG) geführt. Die Schutzwürdigkeit eines Kulturdenkmals hängt nicht von der Eintragung in das Denkmalverzeichnis des Landes Hessen oder der Veröffentlichung in der Denkmaltopographie ab.

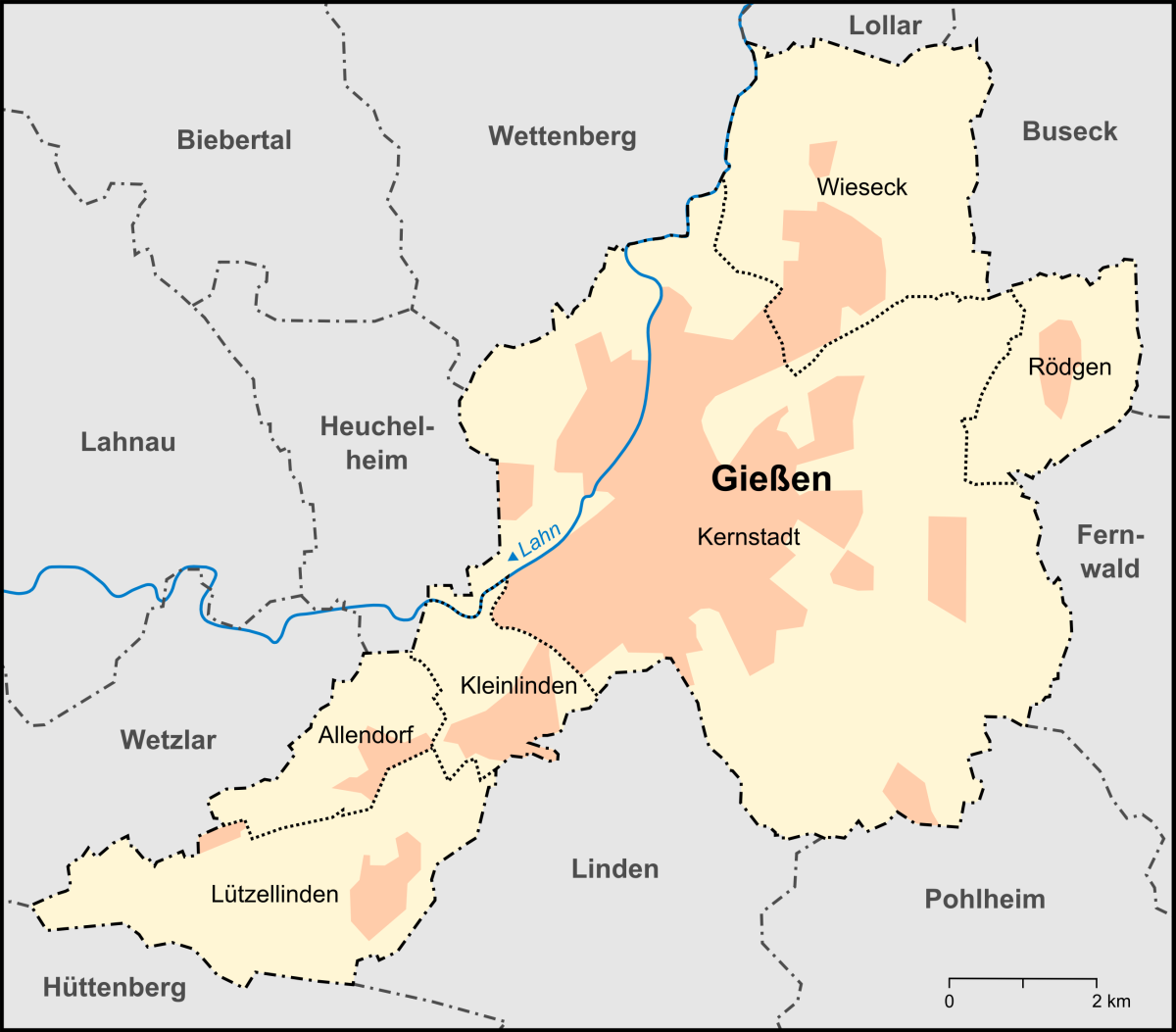
Gießener Stadtteile/Ortsbezirke

Die Kulturdenkmäler folgender Gesamtanlagen sind in eigenen Listen erfasst:
- Liste der Kulturdenkmäler in der Gießener Gesamtanlage I (Bahnhofstraße-Westanlage)
- Liste der Kulturdenkmäler in der Gießener Gesamtanlage II und III (Kirchenplatz – Wetzsteinstraße)
- Liste der Kulturdenkmäler in der Gießener Gesamtanlage IV (Asterweg)
- Liste der Kulturdenkmäler in der Gießener Gesamtanlage IX (Universitätsviertel)
- Liste der Kulturdenkmäler in der Gießener Gesamtanlage XV (Kliniksviertel)
- Liste der Kulturdenkmäler in der Gießener Gesamtanlage XVI (Veterinärkliniksviertel)

Die Kulturdenkmäler der Stadtteile sind in eigenen Listen erfasst:
- Liste der Kulturdenkmäler in Allendorf
- Liste der Kulturdenkmäler in Kleinlinden
- Liste der Kulturdenkmäler in Lützellinden
- Liste der Kulturdenkmäler in Rödgen
- Liste der Kulturdenkmäler in Wieseck

| Bild                                                                         | Bezeichnung                                                                                              | Lage | Beschreibung | Bauzeit                               | Objekt-Nr. |
| ---------------------------------------------------------------------------- | --- | --- | --- | ------------------------------------- | ---------- |
|                                                                              | | Alicenstraße 4 LageFlur: 4, Flurstück: 2/6                                                                 | | 1900                                  | 61825 DDB  |
|                                                                              | | Alicenstraße 6 LageFlur: 6, Flurstück: 2/1                                                                 | | 1900                                  | 61511      |
|                                                                              | | Alicenstraße 8 8A LageFlur: 6, Flurstück: 2/7                                                              | | 1900                                  | 61513 DDB  |
| weitere Bilder                                                               | Bismarckturm                                                                                             | Am Gleiberger Weg auf der Hardt LageFlur: 34, Flurstück: 283                                               | | 1904                                  | 61813 DDB  |
|                                                                              | | An der Johanneskirche 3 LageFlur: 1, Flurstück: 71/3                                                       | | 1901 bis 1951                         | 60533 DDB  |
|                                                                              | | An der Johanneskirche 6 LageFlur: 1, Flurstück: 67/6                                                       | | 1913                                  | 60537 DDB  |
|                                                                              | | An der Johanneskirche 4–5 LageFlur: 1, Flurstück: 67/1 u. 67/2                                             | | 1913                                  | 60535 DDB  |
| weitere Bilder                                                               | Wachgebäude der ehemaligen Bergkaserne                                                                   | An der Kaserne 8 LageFlur: 17, Flurstück: 287                                                              | |                                       | 827541 DDB |
| weitere Bilder                                                               | Relief an Kasernenmauer                                                                                  | An der Kaserne 8 LageFlur: 17, Flurstück: 82/10                                                            | |                                       | 61639 DDB  |
| Mathematisches Institut                                                      | Mathematisches Institut                                                                                  | Arndtstraße 2/Fichtestraße 8 LageFlur: 5, Flurstück: 254/4                                                 | | 1956                                  | 61740 DDB  |
|                                                                              | | Asterweg 39 LageFlur: 2, Flurstück: 130/2                                                                  | Klassizistisches Wohnhaus der frühen Gründerzeit mit pyramidenförmigem Dach und schmiedeeisernen Balkonen | 1876                                  | 61619 DDB  |
| Werkzeugmaschinenfabrik Heyligenstaedt                                       | Werkzeugmaschinenfabrik Heyligenstaedt                                                                   | Aulweg 39-43 LageFlur: 12, Flurstück: 114/1                                                                | Werkzeugmaschinenfabrik | 1895                                  | 61745 DDB  |
| Ehemaliges Gasthaus „Zum Karlshof“                                           | Ehemaliges Gasthaus „Zum Karlshof“                                                                       | Bahnhofstraße 59 LageFlur: 1, Flurstück: 858/2                                                             | | 1873                                  | 61515 DDB  |
|                                                                              | | Bahnhofstraße 60 LageFlur: 1, Flurstück: 869/1                                                             | | 1877                                  | 61517 DDB  |
|                                                                              | | Bahnhofstraße 65 LageFlur: 1, Flurstück: 838/1                                                             | | 1888                                  | 61519 DDB  |
|                                                                              | | Bahnhofstraße 69-71 LageFlur: 1, Flurstück: 836/5+3                                                        | | 1910                                  | 61521 DDB  |
|                                                                              | | Bahnhofstraße 78-80 LageFlur: 6, Flurstück: 23/16                                                          | | 1892                                  | 61524 DDB  |
|                                                                              | | Bahnhofstraße 79 LageFlur: 6, Flurstück: 19/7                                                              | | 1911                                  | 61526 DDB  |
| Ehemaliges Hotel Victoria                                                    | Ehemaliges Hotel Victoria                                                                                | Bahnhofstraße 83 LageFlur: 6, Flurstück: 19/8                                                              | | 1881                                  | 61528 DDB  |
|                                                                              | | Bahnhofstraße 90 LageFlur: 6, Flurstück: 129/10                                                            | | 1930                                  | 61530 DDB  |
| weitere Bilder                                                               | Kaiserliches Postamt, auch Alte Post                                                                     | Bahnhofstraße 91 LageFlur: 6, Flurstück: 92/2                                                              | Neugotisches Bauwerk mit drei Giebeln | 1838 bis 1888                         | 61532 DDB  |
| Ehemaliges Bahnhofshotel Lenz                                                | Ehemaliges Bahnhofshotel Lenz                                                                            | Bahnhofstraße 97-99 LageFlur: 6, Flurstück: 89/7 u. 88/5                                                   | | 1862                                  | 61534 DDB  |
| weitere Bilder                                                               | Sachgesamtheit Bahnhof                                                                                   | Bahnhofstraße 102 LageFlur: 6, Flurstück: 129/7                                                            | | 1881 bis 1931                         | 61536 DDB  |
| Wieseckbrücke                                                                | Wieseckbrücke                                                                                            | Bahnhofstraße LageFlur: 6, Flurstück: 866/1                                                                | | 1877                                  | 61522 DDB  |
| Eisenbahnbrücke                                                              | Eisenbahnbrücke                                                                                          | Bahnhofstraße LageFlur: 6, Flurstück: 1152/2                                                               | | 1835 bis 1885                         | 65586 DDB  |
| weitere Bilder                                                               | Kongresshalle                                                                                            | Berliner Platz 2 LageFlur: 1, Flurstück: 1/3                                                               | Eines der ersten großen Bürgerhäuser in Hessen, geplant vom schwedischen Architekt Sven Markelius (1889–1972) in der „zukunfts- und sozial orientierten Bauweise“. Es besteht aus mehreren um einen Innenhof gruppierten, zwei- bis dreigeschossigen, flachgedeckten Kuben, deren gelbtonige Klinkerfassaden nutzungsabhängig und daher unterschiedlich durchfenstert sind. Es ist ein Kulturdenkmal aufgrund der geschichtlichen Bedeutung sowie aus städtebaulichen und künstlerischen Gründen. Bei Erweiterungsarbeiten an der Kongresshalle konnten 2022 die Fundamente der im Novemberpogrom 1938 zerstörten Neue Synagoge freigelegt werden.                         | 1964/65                               | 823263 DDB |
| weitere Bilder                                                               | Alte Kanzlei                                                                                             | Brandplatz 2 LageFlur: 1, Flurstück: 339+1466                                                              | | 1295 bis 1305                         | 60510 DDB  |
|                                                                              | | Braugasse 6 LageFlur: 1, Flurstück: 384/5                                                                  | ehemaliges Fabriks- und Wohngebäude eines Likörfabrikanten, vielleicht das alte Brauhaus | 1895, im Kern sicher wesentlich älter | 60586 DDB  |
| Ehemaliges Garnisonslazarett                                                 | Ehemaliges Garnisonslazarett                                                                             | Braugasse 7 LageFlur: 1, Flurstück: 357/2                                                                  | viergeschossiger streng klassizistischer Ziegelbau | 1877                                  | 60589 DDB  |
|                                                                              | | Bückingstraße 2 (Marburger Straße 36) LageFlur: 2, Flurstück: 258/14+15, 259/6+7                           | | 1903                                  | 61621 DDB  |
|                                                                              | | Carl-Vogt-Straße 7 LageFlur: 17, Flurstück: 48                                                             | Freistehendes Einzelhaus in der Gesamtanlage XXII | ca. 1927                              | 74332 DDB  |
| weitere Bilder                                                               | Cloos’sche Villa                                                                                         | Curtmannstraße 40 LageFlur: 3, Flurstück: 404/1                                                            | Zweieinhalbgeschossige Gründerzeitvilla im Landhausstil. Der Name stammt vom früheren Besitzer Kommerzienrat Heinrich Wilhelm Cloos. | 1911                                  | 61660 DDB  |
|                                                                              | | Dammstraße 31 LageFlur: 1, Flurstück: 1291/2                                                               | Zweigeschossiges Wohnhaus mit Zwerchhaus und spätklassizistischer Fassade | 1890                                  | 60588 DDB  |
|                                                                              | | Diezstraße 4 LageFlur: 1, Flurstück: 296                                                                   | Wohn- und Geschäftshaus mit asymmetrischer Fassade im Stil der Neorenaissance | 1887–1902                             | 60520 DDB  |
|                                                                              | | Diezstraße 6 LageFlur: 1, Flurstück: 297                                                                   | Zweigeschossiges spätklassizistisches Eckwohnhaus | 1879                                  | 60522 DDB  |
|                                                                              | | Diezstraße 10 LageFlur: 1, Flurstück: 299/1                                                                | Dreigeschossiges Wohnhaus mit spätklassizistischer Fassadengliederung | 1893                                  | 60526 DDB  |
|                                                                              | | Diezstraße 14 LageFlur: 1, Flurstück: 299/7                                                                | Freistehender historisierender Geschäftshauskomplex mit dekorativem Fachwerk | Ende 19. Jahrhundert                  | 60530 DDB  |
| weitere Bilder                                                               | | Erdkauter Weg 15 LageFlur: 13, Flurstück: 166/9                                                            | Ehem. Verwaltungsgebäude der Firma Bänninger mit davor liegendem Kastanienhof und Kriegerdenkmal |                                       | 827580 DDB |
|                                                                              | | Erdkauter Weg 40 LageFlur: 11, Flurstück: 20/43                                                            | Ehemaliges Comptoirgebäude der Gail'schen Tonwerke | 1892                                  | 61747 DDB  |
| Hessischer Hof                                                               | Hessischer Hof                                                                                           | Frankfurter Straße 7 LageFlur: 5, Flurstück: 34/8                                                          | | 1829                                  | 60822 DDB  |
|                                                                              | | Frankfurter Straße 10 LageFlur: 6, Flurstück: 4/1                                                          | | 1843                                  | 61544 DDB  |
| Alte Gendarmerie-Kaserne                                                     | Alte Gendarmerie-Kaserne                                                                                 | Frankfurter Straße 20 LageFlur: 6, Flurstück: 95/2                                                         | | 1819                                  | 61776 DDB  |
| Ehemalige Tankstelle                                                         | Ehemalige Tankstelle                                                                                     | Frankfurter Straße 43 LageFlur: 5, Flurstück: 295/1, 337/84                                                | Ehemalige Tankstelle | 1945 bis 1955                         | 82455 DDB  |
| weitere Bilder                                                               | Lokschuppen- und Bedienstetenhäuser                                                                      | Frankfurter Straße 158 LageFlur: 8, Flurstück: 211/2                                                       | | 1894/1900                             | 74328 DDB  |
|                                                                              | | Frankfurter Straße 11-13 LageFlur: 5, Flurstück: 35/2+39/6                                                 | | 1825 bis 1835                         | 60823 DDB  |
|                                                                              | | Frankfurter Straße 134-144 LageFlur: 8, Flurstück: 73/1                                                    | Arbeiterwohnhäuser für den Bahnhof Gießen | um 1900                               | 61749 DDB  |
|                                                                              | | Frankfurter Straße 14 H LageFlur: 6, Flurstück: 11/7                                                       | Ehemaliges Stallgebäude mit Kutscherwohnung | 1898                                  | 61546 DDB  |
|                                                                              | | Friedensstraße 1-3 und 2-4 LageFlur: 17, Flurstück: 113/1, 156/1                                           | |                                       | 74333 DDB  |
| Kriegersiedlung                                                              | Kriegersiedlung                                                                                          | Friedensstraße 7-13, 23-37, 8-30 LageFlur: 17, Flurstück: 140-147, 152-155, 158-163, 164/1, 165/1, 166-168 | |                                       | 74334 DDB  |
| weitere Bilder                                                               | Sachgesamtheit Neuer Friedhof                                                                            | Friedhofsallee 43 LageFlur: 22, Flurstück: 126, 127, 128/2-6, 128/8                                        | | 1895 bis 1905                         | 61608 DDB  |
|                                                                              | | Friedrichstraße 30 LageFlur: 5, Flurstück: 332                                                             | | 1927                                  | 61751 DDB  |
|                                                                              | | Friedrichstraße 31 LageFlur: 5, Flurstück: 265/2                                                           | | 1912                                  | 61295 DDB  |
|                                                                              | | Friedrichstraße 33 LageFlur: 5, Flurstück: 265/1                                                           | | 1913                                  | 61297 DDB  |
|                                                                              | | Friedrichstraße 51 LageFlur: 5, Flurstück: 230                                                             | | 1926                                  | 61299 DDB  |
|                                                                              | | Friedrichstraße 53 LageFlur: 5, Flurstück: 236                                                             | | 1926                                  | 61301 DDB  |
|                                                                              | | Friedrichstraße 55 LageFlur: 5, Flurstück: 381                                                             | | 1927                                  | 61303 DDB  |
|                                                                              | | Friedrichstraße 57 LageFlur: 5, Flurstück: 382                                                             | | 1929                                  | 61305 DDB  |
| Bahnwärterhäuschen                                                           | Bahnwärterhäuschen                                                                                       | Gartfeld 8 A LageFlur: 2, Flurstück: 20/4                                                                  | In Backsteinbauweise errichtetes Bahnwärterhäuschen der Main-Weser-Bahn | 1875 bis 1925                         | 61622 DDB  |
|                                                                              | | Georg-Philipp-Gail-Straße 4 LageFlur: 17, Flurstück: 55                                                    | | 1924                                  | 61587 DDB  |
|                                                                              | | Georg-Philipp-Gail-Straße 10 LageFlur: 17, Flurstück: 58                                                   | | 1925                                  | 61593 DDB  |
|                                                                              | | Georg-Philipp-Gail-Straße 12 LageFlur: 17, Flurstück: 59                                                   | | 1926                                  | 61595 DDB  |
|                                                                              | | Georg-Philipp-Gail-Straße 16 LageFlur: 17, Flurstück: 61                                                   | Zweigeschossiges Wohnhaus im Stil des neoklassizistisch geprägten Historismus | 1927                                  | 61599 DDB  |
| Bahnhofstraße-Westanlage                                                     | Bahnhofstraße-Westanlage                                                                                 | Gesamtanlage I Lage                                                                                        | Ein von vorwiegend gründerzeitlichen Gebäuden geprägtes Viertel entlang Bahnhofstraße – Westanlage – Schanzenstraße |                                       | 60359 DDB  |
| Kirchenplatz - Wetzsteinstraße                                               | Kirchenplatz - Wetzsteinstraße                                                                           | Gesamtanlage II und Gesamtanlage III Lage                                                                  | Gesamtanlage II umfasst die Keimzelle der Stadt Gießen, nämlich Kirchenplatz und Kirchgasse. Gesamtanlage III erstreckt sich nördlich davon entlang der Wetzsteinstraße und beinhaltet auch die von der Dammstraße aus zugängliche ehemalige Judenschule und Synagoge. |                                       | 60441 DDB  |
| weitere Bilder                                                               | Asterweg                                                                                                 | Gesamtanlage IV Lage                                                                                       | Auf dem Gelände der ehemaligen Parade Bastion gelegen, umfasst die Gesamtanlage IV das Areal zwischen Asterweg, Dammstraße und Nordanlage mit fast durchwegs gründerzeitlicher Bebauung. |                                       | 60478 DDB  |
| Universitätsviertel                                                          | Universitätsviertel                                                                                      | Gesamtanlage IX Lage                                                                                       | Kern der Gesamtanlage ist das Hauptgebäude der Universität; das Gebiet reicht aber auch nördlich über die Wieseck bis zur Südanlage und weist dicht parzellierte Bebauung auf. Das im Südwesten gelegene Obere Universitätsviertel ist lockerer verbaut und wird im Westen durch Liebig- und Wilhelmstraße, im Südwesten durch Friedrichstraße, Rodthohl sowie Leihgesterner Weg und im Südosten durch Wilhelmstraße, Liebigstraße und Riegelpfad begrenzt. |                                       | 60631 DDB  |
| Marktlauben                                                                  | Marktlauben                                                                                              | Gesamtanlage V Lage                                                                                        | Entlang der Ende des 19. Jahrhunderts zwischen Lindenplatz und Brandplatz durchgebrochenen Marktlaubenstraße entstanden 1892–94 an der linken Seite die Alten Marktlauben und 1928 auf der gegenüber liegenden Straßenseite die Neuen Marktlauben. |                                       | 60499 DDB  |
| Brand                                                                        | Brand | Gesamtanlage VI Lage                                                                                       | Kanzleiberg, Brandplatz und Landgraf-Philipp-Platz sind neben dem Kirchenplatz das zweite historische Zentrum der Stadt mit Altem und Neuem Schloss sowie Zeughaus. |                                       | 60508 DDB  |
| weitere Bilder                                                               | Diezstraße                                                                                               | Gesamtanlage VII Lage                                                                                      | Die Diezstraße wurde Ende des 19. Jahrhunderts angelegt und einheitlich gründerzeitlich verbaut. | Ende 19. Jahrhundert                  | 60518 DDB  |
| Seltersweg                                                                   | Seltersweg                                                                                               | Gesamtanlage VIII Lage                                                                                     | In dem Bereich zwischen Seltersweg, Goethestraße und Südanlage, der auch die Johanneskirche einschließt, dominiert die Bebauung aus der Gründerzeit, jedoch mit einzelnen älteren Gebäuden | 18. Jahrhundert bis Gründerzeit       | 60531 DDB  |
| weitere Bilder                                                               | Gnauthstraße                                                                                             | Gesamtanlage X Lage                                                                                        | Die Gesamtanlage umfasst die Siedlungsbauten entlang der Gnauthstraße mit geraden Hausnummern, die an der Rückseite gelegenen Hausgärten, die Vorgärten und die ganze Straße einschließlich des gegenüber liegenden Gehsteigs. | 1919–1922                             | 61289 DDB  |
| weitere Bilder                                                               | Wohnhof Aulweg                                                                                           | Gesamtanlage XI Lage                                                                                       | Dreigeschossige Mehrfamilienhäuser sind um einen Innenhof gruppiert. Die Anlage entstand 1927–29 nach Plänen des Architekten Gustav Hamann auf einem freien Grundstück zwischen Liebigstraße, Aulweg und Riegelpfad, ein Ergänzungsbau Ecke Riegelpfad 1935. | 1927–29, 1935                         | 61290 DDB  |
| weitere Bilder                                                               | Welckerstraße                                                                                            | Gesamtanlage XII Lage                                                                                      | Die Gesamtanlage am südöstlichen Rand der gründerzeitlichen Stadterweiterung liegt zwischen Liebigstraße, Aulweg und Wilhelmstraße. Teilensembles innerhalb der Anlage sind der Wohnhof Welckerstraße 4–14, die durch die Reichsbahngesellschaft errichteten Häuser Liebigstraße 90, 92, 94 und 96 sowie Wilhelmstraße 60 und 62 und eine Häusergruppe am Aulweg. | 1923, 1928                            | 61291 DDB  |
| weitere Bilder                                                               | Iheringstraße                                                                                            | Gesamtanlage XIII Lage                                                                                     | Die kleine Gesamtanlage liegt zwischen Iheringstraße, Wilhelmstraße und Weißerde; sie wurde 1923 geplant und umfasste zwei Dienstgebäude (Kreisgesundheitsamt und Vermessungsamt) und vier Beamtenwohnhäuser. | 1923                                  | 61292 DDB  |
| weitere Bilder                                                               | Friedrichstraße - Leihgesterner Weg                                                                      | Gesamtanlage XIV Lage                                                                                      | Die Anlage liegt im Südwesten des oberen Universitätsviertels zwischen Rodthohl, Friedrichstraße und Leihgesterner Weg. Markant sind die Stützmauern der Grundstücke zur Straße. | 1920er Jahre                          | 61293 DDB  |
| weitere Bilder                                                               | Schwarzlachweg                                                                                           | Gesamtanlage XIX (nach DenKWeb) Lage                                                                       | Die aus sechs dreigeschossigen Sechs-Familien-Doppelwohnhäusern bestehende, symmetrisch angelegte Anlage entstand 1936/37 nach Plänen der Architekten Prof. Peter Klotzbach und Werner Klotzbach (Wuppertal). | 1936/37                               | 61548 DDB  |
| Veterinärkliniksviertel                                                      | Veterinärkliniksviertel                                                                                  | Gesamtanlage XVI Lage                                                                                      | Die Anlage wird durch den Alten Wetzlarer Weg, die Friedrichstraße und das im südwestlichen Bereich der Gesamtanlage gelegene Areal der Veterinärklinik begrenzt. | um 1900                               | 61369 DDB  |
| Bahnhofsviertel                                                              | Bahnhofsviertel                                                                                          | Gesamtanlage XVII Lage                                                                                     | Der geschützte Bereich umfasst das Gebiet vom Bahnhof entlang der Bahnhofstraße bis nahe der Westanlage, außerdem das Areal zwischen Wieseck – Frankfurter Straße – Liebigstraße. |                                       | 61507 DDB  |
| Gummiinsel                                                                   | Gummiinsel                                                                                               | Gesamtanlage XVIII Lage                                                                                    | |                                       | 61547 DDB  |
| Bild gesucht BW                                                              | Tannenweg                                                                                                | Gesamtanlage XX Lage                                                                                       | |                                       | 61549 DDB  |
| Landmannstraße                                                               | Landmannstraße                                                                                           | Gesamtanlage XXI Lage                                                                                      | |                                       | 61550 DDB  |
| weitere Bilder                                                               | Carl-Vogt-Straße                                                                                         | Gesamtanlage XXII Lage                                                                                     | Sehr einheitlich und harmonisch bebautes Wohngebiet. Den Kern bilden zwölf Reihenhäuser und zwei Einzelhäuser, die vom Architekten Gustav Hamann entworfen wurden; dazu kommen weitere Häuser privater Bauherren sowie der Abschluss zur Licher Straße (Licher Straße 41-45). | 1920er Jahre                          | 61584 DDB  |
| weitere Bilder                                                               | Georg-Philipp-Gail-Straße                                                                                | Gesamtanlage XXIII Lage                                                                                    | Die Gesamtanlage umfasst die homogen gestalteten villenartigen Gebäude auf der rechten Seite (gerade Hausnummern) der Georg-Philipp-Gail-Straße, die Stützmauern auf der linken Seite, die Lindenallee, die Grundstücke Grünberger Straße 66 und 68 sowie Licher Straße 49. | 1924–1927                             | 61585 DDB  |
| Kugelberg - Friedensstraße                                                   | Kugelberg - Friedensstraße                                                                               | Gesamtanlage XXIV Lage                                                                                     | Die nach dem Ersten Weltkrieg in mehreren Bauabschnitten errichtete Wohnsiedlung bildet eine geschlossene Anlage. Die Pläne stammen bis auf vier Gebäude von Gustav Hamann (Ausnahmen: Kugelberg 55, Architekt Ernst Schmidt; Friedensstraße 40/42/44, Architekt Phil. Nicolaus). Entsprechend der langen Entstehungszeit zeigen die Gebäude Elemente der in dieser Zeit vorherrschenden verschiedenen Stilrichtungen (vom späten Jugendstil beeinflusster Landhausstil, Traditionalismus und Regionalismus, aber auch Elemente der Sachlichkeit und des Bauhausstils). | 1922–1937                             | 61606 DDB  |
|                                                                              | | Glaubrechtstraße 14 LageFlur: 8, Flurstück: 38                                                             | | 1910                                  | 61448 DDB  |
|                                                                              | | Gnauthstraße 4 LageFlur: 4, Flurstück: 350/2                                                               | Das etwas zurückgesetzte Gebäude bildet den Anfang der in einer bogenförmigen Flucht liegenden Häuserzeile am Südrand der Gnauthstraße (Gesamtanlage X). |                                       | 74336 DDB  |
|                                                                              | | Goethestraße 10 LageFlur: 1, Flurstück: 86/4, 86/7, 86/8                                                   | | 1905                                  | 60539 DDB  |
| weitere Bilder                                                               | Evangelische Johanneskirche                                                                              | Goethestraße 14 LageFlur: 1, Flurstück: 86/12                                                              | | 1893                                  | 60541 DDB  |
|                                                                              | | Großer Steinweg 9 LageFlur: 3, Flurstück: 143                                                              | | 1899                                  | 61642 DDB  |
| Sachteil Tür                                                                 | Sachteil Tür                                                                                             | Großer Steinweg 14 LageFlur: 3, Flurstück: 115/6                                                           | | 1907                                  | 61644 DDB  |
| Verbindungshaus der Burschenschaft Dresdensia-Rugia                          | Verbindungshaus der Burschenschaft Dresdensia-Rugia                                                      | Großer Steinweg 21 LageFlur: 3, Flurstück: 178                                                             | | 1899                                  | 807770 DDB |
|                                                                              | | Grünberger Straße 3 LageFlur: 3, Flurstück: 113/6                                                          | | 1898                                  | 61648 DDB  |
|                                                                              | | Grünberger Straße 7 LageFlur: 3, Flurstück: 115/1                                                          | | 1899                                  | 61650 DDB  |
|                                                                              | | Grünberger Straße 17 LageFlur: 3, Flurstück: 122/1                                                         | | 1892                                  | 61652 DDB  |
|                                                                              | | Grünberger Straße 26 LageFlur: 4, Flurstück: 1/1                                                           | | 1891                                  | 61654 DDB  |
|                                                                              | | Grünberger Straße 58 LageFlur: 17, Flurstück: 24/1                                                         | | 1900                                  | 61658 DDB  |
| weitere Bilder                                                               | St. Thomas Morus                                                                                         | Grünberger Straße 78 LageFlur: 17, Flurstück: 255/9                                                        | | 1966/67                               |            |
|                                                                              | | Grünberger Straße 83 LageFlur: 18, Flurstück: 21/1                                                         | Das zweieinhalbgeschossige historistische Eckhaus zur Curtmannstraße bildet das Gegenüber zur Cloos'schen Villa. | 1902                                  | 61662 DDB  |
| weitere Bilder                                                               | Verbindungshaus der Burschenschaft Frankonia                                                             | Grünberger Straße 89 LageFlur: 18, Flurstück: 18                                                           | Neoklassizistisches Gebäude mit Elementen des Louis-seize-Stils | 1912/13                               | 61664 DDB  |
| Sachteil Portal (Verbindungshaus der Burschenschaft Adelphia)                | Sachteil Portal (Verbindungshaus der Burschenschaft Adelphia)                                            | Grünberger Straße 91 LageFlur: 18, Flurstück: 16                                                           | | 1912                                  | 61666 DDB  |
|                                                                              | | Grünberger Straße 93 LageFlur: 18, Flurstück: 15                                                           | | 1895 bis 1905                         | 61668 DDB  |
| weitere Bilder                                                               | Volkshalle, ehemalige Miller Hall                                                                        | Grünberger Straße 143 LageFlur: 53, Flurstück: 5/7+5/14                                                    | | 1925                                  | 61670 DDB  |
| Gasthaus „Zum Krokodil“                                                      | Gasthaus „Zum Krokodil“                                                                                  | Grünberger Straße 31+A LageFlur: 3, Flurstück: 236/2                                                       | | 1869                                  | 61656 DDB  |
|                                                                              | | Gutenbergstraße 6 LageFlur: 4, Flurstück: 26/1                                                             | | 1905 bis 1955                         | 61671 DDB  |
|                                                                              | | Gutenbergstraße 19 LageFlur: 4, Flurstück: 10/2                                                            | | 1911                                  | 61673 DDB  |
| Verbindungshaus der Burschenschaft Alemannia                                 | Verbindungshaus der Burschenschaft Alemannia                                                             | Gutenbergstraße 23 LageFlur: 4, Flurstück: 13/1                                                            | | 1901                                  | 61675 DDB  |
|                                                                              | | Gutenbergstraße 24 LageFlur: 4, Flurstück: 27/1+2                                                          | | 1899                                  | 61677 DDB  |
| Amtsgericht                                                                  | Amtsgericht                                                                                              | Gutfleischstraße 1 LageFlur: 19, Flurstück: 290/6                                                          | | 1910 bis 1920                         | 61624 DDB  |
|                                                                              | | Hammstraße 3 LageFlur: 38, Flurstück: 235/1                                                                | Typisches klassizistisches eingeschossiges Wohnhaus mit Zwerchgiebel | 1876                                  | 61778 DDB  |
| weitere Bilder                                                               | Corpshaus des Corps Teutonia, ehemaliges Corpshaus des Corps Hassia                                      | Hessenstraße 3 LageFlur: 4, Flurstück: 88/2, 441/1                                                         | | 1891                                  | 61679 DDB  |
|                                                                              | | Hinter der Westanlage 9 LageFlur: 1, Flurstück: 887/16                                                     | Zweieinhalbgeschossiges Wohnhaus in spätklassizistischem Stil | 1889                                  | 61780 DDB  |
|                                                                              | | Johannesstraße 11 LageFlur: 1, Flurstück: 139/1                                                            | Dreigeschossiger symmetrischer Klinkerbau, später Jugendstil | 1913                                  | 60591 DDB  |
| Bankfilialgebäude der Mitteldeutschen Creditbank, heute Commerzbank AG       | Bankfilialgebäude der Mitteldeutschen Creditbank, heute Commerzbank AG                                   | Johannesstraße 17 LageFlur: 1, Flurstück: 103/1                                                            | Repräsentatives dreigeschossiges palaisartiges Gebäude, errichtet im Jugendstil mit barockalen Elementen, die nach Kriegsschäden nicht zur Gänze wieder hergestellt wurden. | 1906                                  | 60593 DDB  |
|                                                                              | | Kreuzplatz 1 LageFlur: 1, Flurstück: 485/2                                                                 | Markanter Bau an der Ecke Kreuzplatz – Mäusburg, nach dem 2. Weltkrieg im Stil der Moderne errichtet | 1951                                  | 60595 DDB  |
| Maschinenhaus der Kläranlage                                                 | Maschinenhaus der Kläranlage                                                                             | Lahnstraße LageFlur: 8, Flurstück: 102/5                                                                   | Das späthistoristische Gebäude mit Einflüssen des Jugendstils ist Teil der 1906 fertiggestellten Kanalisation Gießens. | 1905                                  | 61820 DDB  |
| Gasthaus „Zum Hawwerkasten“                                                  | Gasthaus „Zum Hawwerkasten“                                                                              | Landgraf-Philipp-Platz 9 LageFlur: 1, Flurstück: 386/3                                                     | | 1906                                  | 60597 DDB  |
| Kriegerdenkmal                                                               | Kriegerdenkmal                                                                                           | Landgraf-Philipp-Platz LageFlur: 1, Flurstück: 353/2                                                       | |                                       | 60511 DDB  |
|                                                                              | | Landmannstraße 1 LageFlur: 17, Flurstück: 22                                                               | | 1898                                  | 61554 DDB  |
|                                                                              | | Landmannstraße 4 LageFlur: 3, Flurstück: 270/1                                                             | | 1895                                  | 61558 DDB  |
|                                                                              | | Landmannstraße 6 LageFlur: 3, Flurstück: 270/2+3+4                                                         | | 1895                                  | 61560 DDB  |
|                                                                              | | Landmannstraße 8 LageFlur: 3, Flurstück: 270/6                                                             | | 1895                                  | 61562 DDB  |
|                                                                              | | Landmannstraße 14 LageFlur: 3, Flurstück: 271/7                                                            | | 1895                                  | 61568 DDB  |
|                                                                              | | Landmannstraße 16 LageFlur: 3, Flurstück: 272/11                                                           | | 1895                                  | 61574 DDB  |
|                                                                              | | Landmannstraße 18 LageFlur: 3, Flurstück: 272/6+7+8                                                        | | 1895                                  | 61576 DDB  |
|                                                                              | | Landmannstraße 20 LageFlur: 3, Flurstück: 272/9                                                            | | 1906                                  | 61580 DDB  |
|                                                                              | | Landmannstraße 10-12 LageFlur: 3, Flurstück: 271/1+5                                                       | | 1895                                  | 61566 DDB  |
|                                                                              | | Landmannstraße 11-13 LageFlur: 17, Flurstück: 11+12+9                                                      | | 1896                                  | 61570 DDB  |
|                                                                              | | Landmannstraße 15-17 LageFlur: 17, Flurstück: 7+8+6/1                                                      | | 1896                                  | 61572 DDB  |
|                                                                              | | Landmannstraße 3-5 LageFlur: 17, Flurstück: 19+17                                                          | | 1896                                  | 61556 DDB  |
|                                                                              | | Landmannstraße 7-9 LageFlur: 17, Flurstück: 16+14                                                          | | 1896                                  | 61564 DDB  |
| Hochhäuser im Lärchenwäldchen                                                | Hochhäuser im Lärchenwäldchen                                                                            | Lärchenwäldchen 1-3 LageFlur: 17, Flurstück: 75/1                                                          | | 1954                                  | 61681 DDB  |
|                                                                              | | Leihgesterner Weg 4 LageFlur: 5, Flurstück: 272                                                            | | 1938                                  | 61307 DDB  |
| Mildred-Harnack-Fish-Haus (ehemals: Otto-Eger-Heim)                          | Mildred-Harnack-Fish-Haus (ehemals: Otto-Eger-Heim)                                                      | Leihgesterner Weg 16 LageFlur: 5, Flurstück: 228                                                           | | 1930                                  | 61309 DDB  |
|                                                                              | | Leihgesterner Weg 18 LageFlur: 5, Flurstück: 229                                                           | | 1925                                  | 61311 DDB  |
|                                                                              | | Leihgesterner Weg 20 LageFlur: 5, Flurstück: 234                                                           | | 1925                                  | 61313 DDB  |
|                                                                              | | Leihgesterner Weg 22 LageFlur: 5, Flurstück: 233                                                           | Wohlproportioniertes Einfamilienhaus der Zwischenkriegszeit | 1926                                  | 61315 DDB  |
|                                                                              | | Leihgesterner Weg 24 LageFlur: 5, Flurstück: 235                                                           | | 1925                                  | 61317 DDB  |
| Ehemaliges Hotel-Restaurant „Zur Bergschenke“                                | Ehemaliges Hotel-Restaurant „Zur Bergschenke“                                                            | Leihgesterner Weg 140 LageFlur: 11, Flurstück: 14/2                                                        | | 1919                                  | 61753 DDB  |
|                                                                              | | Licher Straße 5 LageFlur: 3, Flurstück: 303/4                                                              | | 1895                                  | 61683 DDB  |
|                                                                              | | Licher Straße 15 LageFlur: 3, Flurstück: 300/1                                                             | | 1912                                  | 61687 DDB  |
|                                                                              | | Licher Straße 17 LageFlur: 3, Flurstück: 281/15                                                            | | 1907                                  | 61689 DDB  |
|                                                                              | | Licher Straße 35 LageFlur: 3, Flurstück: 272/10                                                            | | 1906                                  | 61582 DDB  |
|                                                                              | | Licher Straße 39 LageFlur: 17, Flurstück: 2                                                                | | 1908                                  | 61693 DDB  |
| Verbindungshaus der Landsmannschaft Chattia                                  | Verbindungshaus der Landsmannschaft Chattia                                                              | Licher Straße 49 LageFlur: 17, Flurstück: 62                                                               | | 1925                                  | 61605 DDB  |
| Bahnwärterhäuschen                                                           | Bahnwärterhäuschen                                                                                       | Licher Straße 80 LageFlur: 16, Flurstück: 183/1, 183/2                                                     | | 1913                                  | 61703 DDB  |
| weitere Bilder                                                               | Sachgesamtheit ehemalige Heil- und Pflegeanstalt, heute Vitos Klinik für Psychiatrie und Psychotherapie  | Licher Straße 106 LageFlur: 16, 43, Flurstück: Flur 16: 2/1; Flur 43: 1/1                                  | | 1905 bis 1915                         | 61613 DDB  |
| weitere Bilder                                                               | Sachgesamtheit Alter Friedhof                                                                            | Licher Straße LageFlur: 4, Flurstück: 54/1+2, 55/1, 56, 58                                                 | |                                       | 61609 DDB  |
|                                                                              | | Licher Straße 29-31 LageFlur: 3, Flurstück: 273/3+4+5                                                      | | 1906                                  | 61691 DDB  |
| weitere Bilder                                                               | Sachgesamtheit ehemalige Siechenanstalt, heute Campus Recht und Wirtschaft der Justus-Liebig-Universität | Licher Straße 62-66, 70-76 LageFlur: 16, Flurstück: 147/1                                                  | | 1901                                  | 61611 DDB  |
|                                                                              | | Licher Straße 7/9 LageFlur: 3, Flurstück: 303/2+3                                                          | | 1898                                  | 61685 DDB  |
| weitere Bilder                                                               | Ehemaliges Provinzial-Arresthaus, heute Mathematikum                                                     | Liebigstraße 8 LageFlur: 6, Flurstück: 93/1                                                                | | 1834                                  | 61537 DDB  |
| Ehemaliges Hotel-Restaurant Kobel                                            | Ehemaliges Hotel-Restaurant Kobel                                                                        | Liebigstraße 9 LageFlur: 6, Flurstück: 16/3                                                                | | 1830 bis 1840                         | 61538 DDB  |
| weitere Bilder                                                               | Liebigmuseum                                                                                             | Liebigstraße 12 LageFlur: 6, Flurstück: 94/2                                                               | ehemaliges Labor von Justus Liebig | 1819                                  | 61540 DDB  |
|                                                                              | | Liebigstraße 13 LageFlur: 6, Flurstück: 16/3                                                               | klassizistisches Wohnhaus | vor 1840                              | 61541 DDB  |
| Erweiterungsbau der Neuen Marktlauben                                        | Erweiterungsbau der Neuen Marktlauben                                                                    | Lindenplatz 6-8 / Marktlaubenstraße 4-6 LageFlur: 1, Flurstück: 428/7                                      | Erweiterungsbau der Neuen Marktlauben in traditionalistischem, heimatverbundenem Stil | 1938                                  | 60501 DDB  |
| Niederdruckbehälter                                                          | Niederdruckbehälter                                                                                      | Lutherberg LageFlur: 16, Flurstück: 148                                                                    | | 1883                                  | 61704 DDB  |
|                                                                              | | Marburger Straße 60 LageFlur: 19, Flurstück: 12/3                                                          | | 1905                                  | 61626 DDB  |
|                                                                              | | Marburger Straße 79 LageFlur: 22, Flurstück: 49/1                                                          | | 1904                                  | 61628 DDB  |
|                                                                              | | Marburger Straße 106 LageFlur: 21, Flurstück: 231                                                          | | 1911                                  | 61630 DDB  |
| Alte Marktlauben                                                             | Alte Marktlauben                                                                                         | Marktlaubenstraße 1-3 LageFlur: 1, Flurstück: 418/4,418/3                                                  | Im Zuge der Verlegung des Wochenmarktes zum Brandplatz wurden die Marktlauben als Arkadenbau in Form von Loggien mit einem weit vorkragenden flach geneigten Pultdach in einem an Renaissance und Romanik orientierten Stil errichtet. | 1889 bis 1899                         | 60503 DDB  |
| Neue Marktlauben                                                             | Neue Marktlauben                                                                                         | Marktlaubenstraße 4-6/Lindenplatz 8 LageFlur: 1, Flurstück: 420/4,420/5,420/6                              | Der Gebäudekomplex der Neuen Marktlauben mit Marktlauben, Wohnungen und Toilettenanlagen wurde als Pendant zu den gegenüber liegenden Alten Marktlauben in heimatverbundenem, traditionalistischem Stil errichtet (siehe bei Lindenplatz 6, 8). | 1928                                  | 60501 DDB  |
| Sachteile Portal und Sockel                                                  | Sachteile Portal und Sockel                                                                              | Moltkestraße 8 LageFlur: 3, Flurstück: 77/5                                                                | | 1897                                  | 61706 DDB  |
|                                                                              | | Nahrungsberg 8/10 LageFlur: 4, Flurstück: 9/5+10/3                                                         | | 1905                                  | 61710 DDB  |
|                                                                              | | Nahrungsberg 12 LageFlur: 3, Flurstück: 10/5                                                               | | 1903                                  | 61712 DDB  |
| Ehemaliges Theater-Café Ernst Ludwig                                         | Ehemaliges Theater-Café Ernst Ludwig                                                                     | Neuen Bäue 22 LageFlur: 1, Flurstück: 220/1                                                                | Viergeschossiges Wohn- und Geschäftshaus in einem Mischstil des Jugendstils mit barockalen und klassizistischen Elementen | 1908                                  | 60599 DDB  |
| Ehemaliges Bankhaus Herz                                                     | Ehemaliges Bankhaus Herz                                                                                 | Neuen Bäue 23 LageFlur: 1, Flurstück: 295/1                                                                | Spätklassizistisches Wohnhaus in kubischer Form. In der Zeit des Nationalsozialismus befand sich hier der Gestapokeller. | 1872                                  | 60601 DDB  |
| Gasthaus „Zum Löwen“                                                         | Gasthaus „Zum Löwen“                                                                                     | Neuenweg 8 LageFlur: 1, Flurstück: 186/1                                                                   | Fachwerkhaus | Anfang 17. Jahrhundert                | 60602 DDB  |
|                                                                              | | Neustadt 1 LageFlur: 1, Flurstück: 604                                                                     | | 1890                                  | 60409 DDB  |
|                                                                              | | Nordanlage 45 LageFlur: 2, Flurstück: 134/2                                                                | | 1886                                  | 61632 DDB  |
| Bild gesucht BW                                                              | Sachgesamtheit Oberer Hardthof                                                                           | Oberer Hardthof LageFlur: 34, Flurstück: 90-92                                                             | | 1805 bis 1855                         | 61814 DDB  |
| Sachteil Portal                                                              | Sachteil Portal                                                                                          | Ostanlage 7 LageFlur: 19, Flurstück: 282/1                                                                 | Bei Abbruch der Schirmer'schen Zigarrenfabrik blieb das spätklassizistische Portal erhalten und wurde in das neu errichtete Justizgebäude integriert. | 1883                                  | 61634 DDB  |
| weitere Bilder                                                               | Villa Leutert                                                                                            | Ostanlage 25 LageFlur: 3, Flurstück: 9/1+2                                                                 | | 1885                                  | 61716 DDB  |
| Ehemaliges Landratsamt                                                       | Ehemaliges Landratsamt                                                                                   | Ostanlage 39 LageFlur: 3, Flurstück: 81/4+5                                                                | | 1951                                  | 61718 DDB  |
| Grünanlage                                                                   | Grünanlage                                                                                               | Ostanlage LageFlur: 1, Flurstück: 1465/5                                                                   | Parkanlage auf dem Gelände der früheren Zeughaus Bastion. In der Anlage steht das Denkmal für Justus Liebig. Eine Lindenallee folgt dem Verlauf des seinerzeitigen Schoorgrabens. | Ende 19. Jahrhundert                  | 60604 DDB  |
|                                                                              | | Ostanlage 15/17 LageFlur: 3, Flurstück: 2/4                                                                | Spätklassizistisches Amtsgebäude mit einem Mittelrisalit in rotem Sandstein und flankierenden Eckrisaliten. Architekt war vermutlich Baurat Holzapfel, der Errichter des Universitätshauptgebäudes. | 1879                                  | 61714 DDB  |
| weitere Bilder                                                               | Pestalozzischule                                                                                         | Pestalozzistraße 40 LageFlur: 3, Flurstück: 350/2                                                          | | 1925 bis 1935                         | 61720 DDB  |
|                                                                              | | Plockstraße 7 LageFlur: 1, Flurstück: 140/1                                                                | Viergeschossiges Wohn- und Geschäftshaus des späten Historismus, das bereits Elemente des Jugendstils zeigt. Die Fassade ist zweifarbig gestaltet, durch Gesimse gegliedert und weist teilweise figürliche Schmuckelemente auf. | 1903                                  | 60606 DDB  |
|                                                                              | | Plockstraße 9 LageFlur: 1, Flurstück: 140/2                                                                | Das viergeschossige Wohn- und Geschäftshaus ist in einer traditionalistischen Spielart des Jugendstils gestaltet. | 1905                                  | 60608 DDB  |
|                                                                              | | Plockstraße 10 LageFlur: 1, Flurstück: 122/11                                                              | Die Fassade des viergeschossigen Wohn- und Geschäftshauses ist durch Klinkermauerwerk und Sandsteinelemente zweifarbig gegliedert; die linke Fensterachse nimmt ein dreigeschossiger Erker ein. | 1900                                  | 60614 DDB  |
|                                                                              | | Plockstraße 11 LageFlur: 1, Flurstück: 141/2                                                               | Das fünfgeschossige Wohn- und Geschäftshaus ist in einer historistischen Variante des Jugendstils erbaut. Die axialsymmetrische Fassade wird durch einen zweigeschossigen Mittelerker betont; nach oben hin ist der Mittelteil durch eine von Lisenen begrenzte Ädikula abgeschlossen. | 1907                                  | 60610 DDB  |
|                                                                              | | Plockstraße 12 LageFlur: 1, Flurstück: 104/5                                                               | Viergeschossiges Jugendstil-Wohn- und Geschäftshaus mit gotisierenden Elementen. Markant ist der zweigeschossige Mittelerker, der durch einen steilen Giebel nach oben abgeschlossen ist, sowie die Wiederholung der Giebelform in zwei seitlichen Dachhäuschen. | 1903                                  | 60612 DDB  |
| weitere Bilder                                                               | Sachgesamtheit Ehemalige Wald- bzw. Verdun-Kaserne                                                       | Riversplatz 1-9, An der Automeile 16, 18, 18A LageFlur: 43, Flurstück: 32/1-10, 35/8, 44/1                 | | 1935                                  | 82450 DDB  |
| weitere Bilder                                                               | Ehemaliger Zivilflughafen Gießen                                                                         | Rödgener Straße 101 LageFlur: 56, Flurstück: 10                                                            | Empfangsgebäude und Restaurant des ehemaligen Gießener Zivilflughafens | 1927                                  | 61816 DDB  |
|                                                                              | | Rodheimer Straße 17 LageFlur: 38, Flurstück: 220/7                                                         | Der spätklassizistische Klinkerbau war das Wohnhaus des Verwalters des inzwischen abgerissenen städtischen Schlachthofs. | 1885                                  | 61783 DDB  |
|                                                                              | | Rodheimer Straße 21 LageFlur: 38, Flurstück: 220/10                                                        | Der kubische zweigeschossige Bau war das Verwaltungsgebäude der ehemaligen städtischen Schlachthofs, in dem sich auch die Wohnung des Direktors befand. | 1935                                  | 61785 DDB  |
|                                                                              | | Rodheimer Straße 23 LageFlur: 38, Flurstück: 220/10                                                        | Zweieinhalbgeschossiges Wohnhaus mit turmartigem Eckrisalit | 1894                                  | 61787 DDB  |
|                                                                              | | Rodheimer Straße 30 LageFlur: 28, Flurstück: 254/2                                                         | Viergeschossiges Wohnhaus in spätklassizistischem Jugendstil; von der ursprünglichen Fassadengestaltung sind die Balkongitter sowie der gequaderte Sandsteinsockel erhalten geblieben. | 1911                                  | 61789 DDB  |
|                                                                              | | Rodheimer Straße 42 LageFlur: 28, Flurstück: 286/3                                                         | Dreigeschossiges Wohn- und Geschäftshaus in Jugendstil in gotisierenden Formen mit mehrschichtig gegliederter Fassade | 1902                                  | 61793 DDB  |
|                                                                              | | Rodheimer Straße 45 LageFlur: 38, Flurstück: 199/1                                                         | Ein würfelartiges Einfamilienhaus im Stil des traditionalistischen Historismus | 1926                                  | 61795 DDB  |
|                                                                              | | Rodheimer Straße 47 LageFlur: 38, Flurstück: 198                                                           | Späthistoristisches Wohnhaus mit Einflüssen des Jugendstils | 1904                                  | 61797 DDB  |
|                                                                              | | Rodheimer Straße 54 LageFlur: 28, Flurstück: 254+256                                                       | Zweieinhalbgeschossiges Wohnhaus im Landhausstil | 1902                                  | 61799 DDB  |
| Umspannwerk                                                                  | Umspannwerk                                                                                              | Rodheimer Straße LageFlur: 36, Flurstück: 154/11                                                           | Ein aufgelassenes Umspannwerk im unverbauten Gelände (In den krummen Gräben) in Form einer Kapelle |                                       | 61781 DDB  |
| Brücke                                                                       | Brücke                                                                                                   | Rodheimer Straße (nahe Nr. 100) LageFlur: 36, Flurstück: 324/2                                             | In einem Bereich der Rodheimer Straße, der zur Sackgasse geworden ist, überquert die Brücke einen Bachlauf. Das Geländer ist das gleiche wie jenes, das ursprünglich auch auf der Alten Lahnbrücke montiert war. | 1870 bis 1880                         | 63726 DDB  |
| weitere Bilder                                                               | Alte Lahnbrücke                                                                                          | Rodheimer Straße (nahe Nr. 11) LageFlur: 38, Flurstück: 382                                                | Seit 1582 hatte es etwas weiter nördlich eine stark gewölbte vierbogige steinerne Brücke gegeben. Die jetzige Brücke besteht aus fünf flachen Bögen, die auf vier Pfeilern aufliegen. | 1842 bis 1852                         | 63725 DDB  |
|                                                                              | | Rodheimer Straße 41-43 LageFlur: 38, Flurstück: 200/2+3                                                    | Dreieinhalbgeschossiges Doppelwohnhaus mit Einflüssen des Jugendstils | 1911                                  | 61791 DDB  |
|                                                                              | | Röntgenstraße 2 LageFlur: 5, Flurstück: 273                                                                | | 1927                                  | 61319 DDB  |
|                                                                              | | Röntgenstraße 6 LageFlur: 5, Flurstück: 268                                                                | | 1922                                  | 61321 DDB  |
|                                                                              | | Roonstraße 6 LageFlur: 3, Flurstück: 109/3                                                                 | | 1910                                  | 61722 DDB  |
|                                                                              | | Roonstraße 7 LageFlur: 3, Flurstück: 106/5                                                                 | Anspruchsvoll gestaltetes Ausstellungsgebäude des Schlossermeisters Stohr | 1898                                  | 61724 DDB  |
|                                                                              | | Roonstraße 8 LageFlur: 3, Flurstück: 109/4                                                                 | | 1910                                  | 61726 DDB  |
| weitere Bilder                                                               | | Roonstraße 18 LageFlur: 3, Flurstück: 146                                                                  | | 1906                                  | 61728 DDB  |
|                                                                              | | Roonstraße 23-25 LageFlur: 3, Flurstück: 423+422                                                           | | 1925                                  | 61730 DDB  |
| Sachteil Balkon                                                              | Sachteil Balkon                                                                                          | Roonstraße 29 LageFlur: 3, Flurstück: 419                                                                  | | 1904                                  | 61732 DDB  |
|                                                                              | | Roonstraße 31 LageFlur: 3, Flurstück: 418/1                                                                | | 1904                                  | 61734 DDB  |
|                                                                              | | Roonstraße 31A LageFlur: 3, Flurstück: 418/1                                                               | | 1904                                  | 61734 DDB  |
|                                                                              | | Roonstraße 33 LageFlur: 3, Flurstück: 417                                                                  | | 1904                                  | 61736 DDB  |
|                                                                              | | Sandgasse 12 LageFlur: 1, Flurstück: 1165/8                                                                | Gedenktafel für den Ratsherrn Johannes Oswaldt, der 1671 an diesem Standort eine Darre und ein Brauhaus errichtete. | 2. Hälfte 17. Jhd. (datiert 1671)     | 60615 DDB  |
| Sachgesamtheit Gail’sche Zigarrenfabrik, heute Polizeipräsidium Mittelhessen | Sachgesamtheit Gail’sche Zigarrenfabrik, heute Polizeipräsidium Mittelhessen                             | Sandkauter Weg 25 LageFlur: 14, Flurstück: 1/14                                                            | | 1921                                  | 61615 DDB  |
|                                                                              | | Schiffenberger Weg 9 LageFlur: 13, Flurstück: 40                                                           | | 1910                                  | 61755 DDB  |
|                                                                              | | Schiffenberger Weg 24 LageFlur: 13, Flurstück: 25/2                                                        | | 1895 bis 1905                         | 61757 DDB  |
| weitere Bilder                                                               | Sachgesamtheit Universitätsforstgarten                                                                   | Schiffenberger Weg 329 LageFlur: 4, Flurstück: 1/1+4, 2/3                                                  | | 1825                                  | 61817 DDB  |
|                                                                              | | Schiffenberger Weg 30 A LageFlur: 13, Flurstück: 18/2                                                      | | 1895                                  | 61759 DDB  |
| weitere Bilder                                                               | | Schiffenberger Weg 35-37 LageFlur: 13, Flurstück: 119/2+123                                                | | 1903                                  | 61761 DDB  |
| weitere Bilder                                                               | Alter Schlachthof                                                                                        | Schlachthofstraße 10 LageFlur: 38, Flurstück: 220/5                                                        | Bis 2014 aktiver Schlachtbetrieb, danach Restaurierung und Umnutzung. | 1905 bis 1915                         | 61800 DDB  |
|                                                                              | | Schlossgasse 7 LageFlur: 1, Flurstück: 441                                                                 | Das dreigeschossige Wohn- und Geschäftshaus wurde nach Plänen des Architekten Gustav Hamann im Übergang von Historismus zu Jugendstil errichtet. Nach Zerstörung im Zweiten Weltkrieg wurde das Gebäude in stark vereinfachter Form wieder aufgebaut. | 1911                                  | 60507 DDB  |
| weitere Bilder                                                               | Ehemaliges Heeres-Standortlazarett Gießen, heute Finanzamt                                               | Schubertstraße 60 LageFlur: 9, Flurstück: 138/28 138/33-34,138/40, 138/56, 138/55                          | | 1937                                  | 82452 DDB  |
| weitere Bilder                                                               | | Schulstraße 1 LageFlur: 1, Flurstück: 469/1                                                                | | 1902                                  | 60617 DDB  |
|                                                                              | | Schützenstraße 12 LageFlur: 28, Flurstück: 88/7, 88/6                                                      | | 1898                                  | 61802 DDB  |
|                                                                              | | Seltersweg 2 LageFlur: 1, Flurstück: 699/1                                                                 | Dreigeschossiges Geschäftshaus in traditionalistischem Wiederaufbaustil | nach 1945                             | 60619 DDB  |
|                                                                              | | Seltersweg 23 LageFlur: 1, Flurstück: 111/2                                                                | Dreigeschossiges vorgründerzeitliches Wohn- und Geschäftshaus | 1862                                  | 60543 DDB  |
|                                                                              | | Seltersweg 25 LageFlur: 1, Flurstück: 110/1                                                                | Dreigeschossiges Wohn- und Geschäftshaus mit historisierender Klinkerfassade | 1900                                  | 60545 DDB  |
|                                                                              | | Seltersweg 38 LageFlur: 1, Flurstück: 737/1                                                                | Viergeschossiger Wohn- und Geschäftskomplex | 1912                                  | 60547 DDB  |
|                                                                              | | Seltersweg 39 LageFlur: 1, Flurstück: 95                                                                   | Dreigeschossiges Wohn- und Geschäftshaus, entstanden durch Umbau eines älteren Fachwerkdoppelhauses 1882 |                                       | 60548 DDB  |
| Sachteil Tor                                                                 | Sachteil Tor                                                                                             | Seltersweg 44 LageFlur: 1, Flurstück: 781/3                                                                | Originales Einfahrtstor mit Schriftzug „W. G. Schuchard“ | um 1895                               | 60552 DDB  |
|                                                                              | | Seltersweg 46 LageFlur: 1, Flurstück: 782                                                                  | Dreigeschossiges Wohn- und Geschäftshaus, verputztes Fachwerkhaus mit streng klassizistischer Fassade. Eine Gedenktafel erinnert an Georg Büchner, der tatsächlich aber nicht hier wohnte. | vmtl. 18. Jahrhundert                 | 60555 DDB  |
| Früheres „Concerthaus Trinkhaus“                                             | Früheres „Concerthaus Trinkhaus“                                                                         | Seltersweg 50 LageFlur: 1, Flurstück: 783/1                                                                | Viergeschossiges Eckhaus aus der Übergangszeit vom Historismus zum Jugendstil | 1906                                  | 60559 DDB  |
|                                                                              | | Seltersweg 61 LageFlur: 1, Flurstück: 76/1                                                                 | Dreigeschossiges Wohn- und Geschäftshaus; Jugendstilfassade aus rotem Sandstein mit barockalen Elementen. | 1905                                  | 60567 DDB  |
|                                                                              | | Seltersweg 63 LageFlur: 1, Flurstück: 73/1                                                                 | Dreigeschossiges Wohn- und Geschäftshaus mit Mansarddach. Die streng symmetrische Jugendstilfassade zeigt Anklänge an Barock und Klassizismus. | 1905                                  | 60569 DDB  |
|                                                                              | | Seltersweg 65 LageFlur: 1, Flurstück: 72/1                                                                 | Viergeschossiges Wohn- und Geschäftshaus mit barockal gestalteter Jugendstilfassade. | 1910                                  | 60571 DDB  |
|                                                                              | | Seltersweg 67 LageFlur: 1, Flurstück: 71/1                                                                 | Viergeschossiges Wohn- und Geschäftshaus mit asymmetrischer, von Stilelementen des Historismus beeinflusster Jugendstilfassade. | 1904                                  | 60573 DDB  |
|                                                                              | | Seltersweg 69 LageFlur: 1, Flurstück: 70/1                                                                 | Viergeschossiges Wohn- und Geschäftshaus mit asymmetrischem Balkonerker mit verhärteter Jugendstilornamentik. | 1905                                  | 60575 DDB  |
|                                                                              | | Seltersweg 71 LageFlur: 1, Flurstück: 69/3                                                                 | Viergeschossiges Wohn- und Geschäftshaus, Teil des gemeinsam geplanten Ensembles Nr. 71, 73, 75. | 1911                                  | 60577 DDB  |
|                                                                              | | Seltersweg 73 LageFlur: 1, Flurstück: 69/2                                                                 | Breit gelagertes repräsentatives viergeschossiges Wohn- und Geschäftshaus mit Jugendstilfassade mit barockalen Elementen. | 1911                                  | 60579 DDB  |
| Ehemalige Bakofs Kammerlichtspiele                                           | Ehemalige Bakofs Kammerlichtspiele                                                                       | Seltersweg 75 LageFlur: 1, Flurstück: 69/1                                                                 | Viergeschossiges Wohn- und Geschäftshaus, spiegelbildliches Pendant zu Nr. 71. | 1911                                  | 60581 DDB  |
|                                                                              | | Seltersweg 81 LageFlur: 1, Flurstück: 66/3                                                                 | Dreigeschossiges Wohn- und Geschäftshaus mit historisierender Klinkerfassade und Sandsteindetails. | 1892                                  | 60583 DDB  |
|                                                                              | | Seltersweg 83 LageFlur: 1, Flurstück: 66/10                                                                | Dreigeschossiges Wohn- und Geschäftshaus in historisierender Klinkerbauweise mit hellen Sandsteinelementen. Teil der Gesamtanlage VIII Seltersweg | 1892                                  | 958207     |
| weitere Bilder                                                               | | Seltersweg 53-55 LageFlur: 1, Flurstück: 83+84+86/10                                                       | An einem Seitenzweig des Seltersweges liegt dieses Ensemble. Das älteste Gebäude (Nr. 53) – ein konstruktiver Fachwerkbau mit Mauerwerk aus ungebrannten Lehmziegeln – entstand vermutlich in der Übergangszeit vom Spätbarock zum Klassizismus. Das Haus Nr. 55 wurde 1805 bis 1810 nach Schleifung der Befestigungen über einem Kellergewölbe der ehemaligen Bastionen aus dem 17. oder 18. Jahrhundert erbaut. Die klassizistische Zweiturmfassade entstand 1876. Das Nebengebäude der Weinhandlung (Nr. 55A) mit Fässerhalle, Waschküche und Wohnräumen entstand ebenfalls in den 1870er Jahren. Das Fachwerkgebäude mit Bruchsteinsockel Nr. 55B diente als Comptoir. |                                       | 60563 DDB  |
| weitere Bilder                                                               | Neues Schloss                                                                                            | Senckenbergstraße 1 LageFlur: 1, Flurstück: 351/3                                                          | | 1530 bis 1540                         | 60512 DDB  |
| weitere Bilder                                                               | Zeughaus                                                                                                 | Senckenbergstraße 3 LageFlur: 1, Flurstück: 351/3                                                          | | 1583 bis 1593                         | 60513 DDB  |
| Ehemaliges Wohn- und Küchengebäude der Zeughauskaserne                       | Ehemaliges Wohn- und Küchengebäude der Zeughauskaserne                                                   | Senckenbergstraße 5 LageFlur: 1, Flurstück: 351/3                                                          | | 1885 bis 1895                         | 60514 DDB  |
| weitere Bilder                                                               | Ehemalige Leichenhalle bzw. Sezierraum des Physiologischen Institutes                                    | Senckenbergstraße 13 LageFlur: 1, Flurstück: 351/2                                                         | |                                       | 60515 DDB  |
|                                                                              | | Senckenbergstraße 23-25 LageFlur: 1, Flurstück: 350/7                                                      | | 1922                                  | 60517 DDB  |
| weitere Bilder                                                               | Stadttheater                                                                                             | Südanlage 1 LageFlur: 1, Flurstück: 217/2 u. 125/17                                                        | Das Theater wurde nach Plänen des Architektenbüros Fellner & Helmer unter Mitwirkung des Gießener Architekten Hans Meyer in Stilelementen des Klassizismus wie auch des Jugendstils errichtet. | 1907                                  | 60622 DDB  |
|                                                                              | | Südanlage LageFlur: 1, Flurstück: 125/17                                                                   | Die Parkanlage entstand auf der Fläche, die zwischen der ganz gerade verlaufenden Neuen Anlage (Südanlage) und dem alten Ringweg und dem Schoorgraben, die den Konturen der alten Befestigungen folgten, frei blieb. In der Grünanlage befindet sich neben anderen Denkmälern das Röntgen-Denkmal von Erich Fritz Reuter. | 1859 bis 1869                         | 60620 DDB  |
| weitere Bilder                                                               | Sachgesamtheit Unterer Hardthof                                                                          | Unterer Hardthof LageFlur: 36, Flurstück: 147/6,150/3+5 9+12+14+15+19 21                                   | Ehemals Brauerei mit ober- und unterirdischen Anlagen, später Ausflugslokal, erweitert um einen Vergnügungspark. Heute von den Bewohnerinnen und Bewohnern kollektiv verwaltetes Denkmal der Industriekultur mit altem Baumbestand. | ab 1859 bis 1905                      | 61812 DDB  |
|                                                                              | | Unterhof 25 LageFlur: 10, Flurstück: 131/8                                                                 | | 1892                                  | 61764 DDB  |
|                                                                              | | Unterhof 19-23 LageFlur: 10, Flurstück: 131/9+10+11                                                        | | 1893                                  | 61763 DDB  |
|                                                                              | | Walltorstraße 12 LageFlur: 1, Flurstück: 376/1                                                             | |                                       | 60625 DDB  |
|                                                                              | | Walltorstraße 14 LageFlur: 1, Flurstück: 376/1                                                             | | 1903                                  | 60627 DDB  |
| Petruskirche                                                                 | Petruskirche                                                                                             | Wartweg 7 LageFlur: 5, Flurstück: 259                                                                      | | 1957 bis 1967                         | 61766 DDB  |
| Villa Brüggemann                                                             | Villa Brüggemann                                                                                         | Wartweg 27 LageFlur: 5, Flurstück: 250/4                                                                   | | 1928                                  | 61768 DDB  |
|                                                                              | | Wartweg 74 LageFlur: 7, Flurstück: 136/3                                                                   | | 1926                                  | 61770 DDB  |
| Goetheschule                                                                 | Goetheschule                                                                                             | Westanlage 43 LageFlur: 1, Flurstück: 880/6                                                                | dreigeschossiger Schulbau in der Tradition des späten Klassizismus | 1887                                  | 61804 DDB  |
| Villa Geilfus                                                                | Villa Geilfus                                                                                            | Westanlage 49 LageFlur: 1, Flurstück: 1016/5                                                               | entworfen von Jacob Stein, langjähriger Wohnsitz des Schriftstellers Georg Edward | 1885                                  | 61806 DDB  |
|                                                                              | | Westanlage 51 LageFlur: 1, Flurstück: 1016/2                                                               | dreieinhalbgeschossiges Wohnhaus des Historismus mit Krüppelwalmdach und zweifarbiger Klinkerfassade | 1896                                  | 61808 DDB  |
|                                                                              | | Westanlage 53 LageFlur: 1, Flurstück: 1016/10                                                              | ehemaliges Comptoirgebäude eines Baumaterialienhandels am Eingang zum Holzlagerplatz des Betriebs | 1894                                  | 61810 DDB  |
|                                                                              | | Wiesecker Weg 16 LageFlur: 21, Flurstück: 42/1                                                             | | 1880                                  | 61636 DDB  |
|                                                                              | | Wiesenstraße 6 LageFlur: 3, Flurstück: 67/1                                                                | | 1887                                  | 61738 DDB  |
|                                                                              | | Wilhelmstraße 60-62 LageFlur: 5, Flurstück: 411+452                                                        | | 1923                                  | 61772 DDB  |
|                                                                              | | Wilhelmstraße 67-71 LageFlur: 5, Flurstück: 487                                                            | | 1929                                  | 61774 DDB  |
| Bild gesucht BW                                                              | | Wißmarer Weg 33 LageFlur: 27, Flurstück: 65                                                                | | 1905                                  | 61638 DDB  |
| Im Vordergrund das Lahnfenster                                               | Klinkels Mühle                                                                                           | Zu den Mühlen 19 LageFlur: 28, Flurstück: 67/4                                                             | |                                       | 61811 DDB  |

## Kloster Schiffenberg
| Bild           | Bezeichnung                 | Lage                                   | Beschreibung | Bauzeit             | Objekt-Nr. |
| -------------- | --------------------------- | -------------------------------------- | --- | ------------------- | ---------- |
| weitere Bilder | Sachgesamtheit Schiffenberg | Schiffenberg, Domäne Schiffenberg Lage | Im 12. Jahrhundert erbaute romanische Klosteranlage mit einer Pfeilerbasilika. Bauwerk von nationaler Bedeutung | 12.–16. Jahrhundert | 86540 DDB  |

## Abgegangene Kulturdenkmäler
| Bild            | Bezeichnung                                    | Lage                                                                | Beschreibung    | Bauzeit | Objekt-Nr. |
| --------------- | ---------------------------------------------- | ------------------------------------------------------------------- | --------------- | ------- | ---------- |
| weitere Bilder  | Haus Samen-Hahn                                | Bahnhofstraße 35/Reichensand 2 LageFlur: 1, Flurstück: 798/2+798/17 | 2012 abgerissen | 1898    | 60382 DDB  |
| Bild gesucht BW | Silobau des ehemaligen Heeresverpflegungsamtes | Erdkauter Weg 20 LageFlur: 12, Flurstück: 2/4+2/5                   | abgerissen      | 1937    | 61743 DDB  |